# Calvello
Calvello is een gemeente in de Italiaanse provincie Potenza (regio Basilicata) en telt 2148 inwoners (31-12-2004). De oppervlakte bedraagt 104,8 km², de bevolkingsdichtheid is 21 inwoners per km².

## Demografie
Calvello telt ongeveer 798 huishoudens. Het aantal inwoners daalde in de periode 1991-2001 met 6,4% volgens cijfers uit de tienjaarlijkse volkstellingen van ISTAT.
| Jaar | Inwoneraantal |
| ---- | ------------- |
| 1991 | 2362          |
| 2001 | 2212          |

## Geografie
De gemeente ligt op ongeveer 730 m boven zeeniveau.
Calvello grenst aan de volgende gemeenten: Abriola, Anzi, Laurenzana, Marsico Nuovo, Marsicovetere, Viggiano.